# Beleg van Olomouc (1758)
Het Beleg van Olomouc was de belegering van Olomouc door het Pruisische leger tijdens de Zevenjarige Oorlog. De belegering vond plaats van 4 mei 1758 tot 2 juli 1758 nadat Frederik II van Pruisen het Markgraafschap Moravië was binnengevallen. De vestingwerken van Olomouc waren sterker dan de Pruisen hadden verwacht, net als de weerstand van de burgers. Toen de voorraden op begonnen te raken en een konvooi met voorraden in de Slag bij Domstadtl was vernietigd, trok Frederik II zich uit Moravië terug.

## Voorgeschiedenis
Op 29 augustus 1756 viel Frederik II Saksen binnen. Hiermee begon hij de Zevenjarige Oorlog. Na de overwinning in de Slag bij Praag op 6 mei 1757 belegerden de Pruisen Praag. De Oostenrijkse veldmaarschalk Leopold von Daun wist in Moravië een nieuw leger op te bouwen en naar Bohemen te sturen. Op 18 juni 1757 vond de Slag bij Kolín plaats waarin Frederik II werd verslagen en gedwongen zich uit Bohemen terug te trekken.
In de lente van 1758 begon de Pruisische koning met een nieuw offensief. Ditmaal wilde hij opnieuw Oostenrijks-Silezië bezetten, Moravië binnenvallen, de vesting Olomouc innemen, Moravië bezetten en daarna doorstoten naar Neder-Oostenrijk en Wenen innemen. Om dit plan uit te voeren had Frederik II een leger van 166 000 man op de been gebracht en zich verzekerd van de steun van Engeland. De Oostenrijkers daarentegen hadden door middel van diplomatie de steun weten te verkrijgen van Rusland, Zweden, Frankrijk en verschillende Duitse vorsten met 307 000 man samen. Door handig te manoeuvreren wisten de Pruisen von Daun op het verkeerde been te zetten en hem te laten denken dat ze opnieuw Bohemen binnen wilden vallen. De hoofdmacht van het Pruisische leger was ondertussen naar de grens van Moravië getrokken, die zij op 27 april 1758 overstaken. Via Opava, Budišov nad Budišovkou a Jívová hadden de Pruisen op 3 mei Štarnov bereikt, ongeveer 15 km ten noorden van Olomouc. De Pruisische legermacht in Moravië telde in totaal 55 000 goed getrainde manschappen. Het belegeringsleger om Olomouc in te nemen telde 8000-11 000 man.

## Het beleg

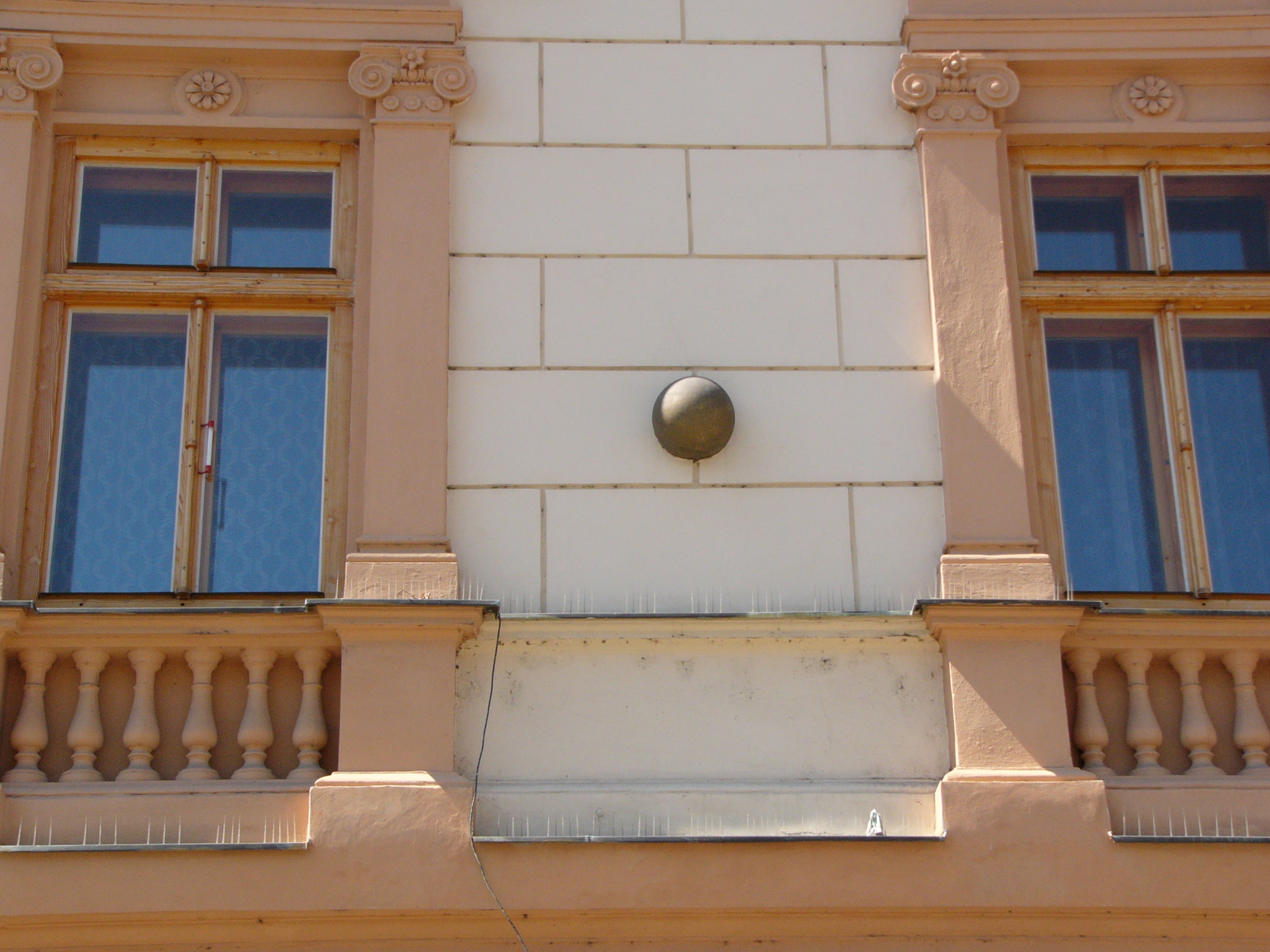
Een kanonskogel in de muur van een huis aan het Dolní náměstí (Benedenplein) in Olomouc.

De eerste berichten over het naderende Pruisische leger bereikten Olomouc op 27 april. Burgers, bezoekers en geestelijken, inclusief de net gekozen Bisschop van Olomouc Leopold Friedrich von Egkh und Hungersbach, begonnen de stad massaal te verlaten. De Vesting Olomouc stond in die tijd onder gezag van de ervaren generaal Ernst Dietrich baron Marschall van Burgholzhausen met Klaudius Hyacint vrijheer Bretton als zijn rechterhand. Er werd begonnen met het voorbereiden van de verdediging van de vesting. Kanonnen werden op de stadsmuur geplaatst en het omliggende land werd onder water gezet met water uit de rivier Morava. Het merendeel van de bevolking van Olomouc, voornamelijk vrouwen, kinderen, studenten, geestelijken, nonnen en bedienden verlieten de stad, sommigen, bedelaars en zwervers, werden zonder pardon de stad uitgezet. Honderden dagloners haalden alles weg in de omgeving van de vestingwerken dat het uitzicht beperkte of als schuilplek zou kunnen dienen voor de Pruisen. Zo'n 300 man brachten vee, hooi, voer en graanvoorraden de vesting binnen. Een strikte tucht werd in de stad ingevoerd. Op het plein liet Marschall een schandpaal neerzetten om woekeraars en doorverkopers te straffen en een galg voor verraders voor het politiebureau.
De Pruisen wisten ondertussen Litovel en Prostějov in te nemen. Het Oostenrijkse leger onder von Daun bevond zich in het grensgebied van Bohemen en Moravië tussen de steden Mohelnice, Litomyšl en Plumlov en wachtte af hoe de situatie zich zou ontwikkelen. De eerste gevechtshandelingen vonden plaats op 5 mei toen een aanval een eenheid van 500 husaren gemakkelijk werd afgeslagen. Vanaf 8 mei begon men in de stad keien en stenen uit de straat op te breken, om eventueel de vestingmuren te kunnen repareren.